# Emmanuel Lucenti
Emmanuel Lucenti (23 novembre 1984) est un judoka de nationalité argentine.
Il a terminé 7e aux Jeux olympiques d'été de 2012 en moins de 81 kg.
Il a remporté l'Open continental de San Salvador en 2013.